# Vozdvijenski
Vozdvijenski - Воздвиженский (rus) - és un khútor del krai de Krasnodar, a Rússia. És a 24 km al sud de Gulkévitxi i a 142 km a l'est de Krasnodar.
Pertany al khútor de Tissiatxni.